# Кассиев договор
Кассиев договор 493 до н. э. (лат. Fœdus Cassianum) — союзный договор между Римской республикой и Латинским союзом, юридически оформивший римское господство над Лацием.
Согласно римской традиции, борьба за господство в Лации началась ещё при Тулле Гостилии. Наибольших успехов добился Тарквиний Гордый, заставивший города Латинского союза возобновить договор, якобы заключенный ими с Туллом Гостилием, и превративший эту организацию в военный союз под руководством Рима. После свержения царской власти латины разорвали союз с Римом и оказали военную поддержку Тарквинию, пытавшемуся восстановить свою власть. Римляне разгромили их коалицию в битве у Регилльского озера в 499 или 496 до н. э. Возможно, что мирный договор с латинами был заключен уже тогда.
В середине 490-х годов до н. э. латины столкнулись с экспансией воинственных племен вольсков и эквов, спустившихся с Апеннинских гор и занявших южный Лаций. Будучи ослаблены недавним поражением, они не могли собственными силами оказать отпор, и обратились за помощью к римлянам. После окончания политического кризиса в Риме консул Спурий Кассий подписал с латинскими представителями союзный договор.
Его содержание частично изложено у Дионисия Галикарнасского:

Пусть мир между римлянами и всеми латинскими городами продолжается до тех пор, пока существуют небо и земля. Пусть они и сами не начинают войну друг против друга, и внешних врагов не приводят, и не предоставляют безопасный проход тем, кто начнет войну. Пусть в случае войны помогают друг другу всеми силами, и пусть каждый получает равную долю в военной добыче и в захваченном добре, взятых в совместных войнах. Пусть судопроизводство по частным договорам производится в течение десяти дней, и в том месте, где договор был заключен. И пусть не будет разрешено что-либо добавлять или изымать в этом договоре иначе, как с согласия римлян и всех латинов.— Дионисий Галикарнасский. Римские древности. VI. 69, 2.
Текст договора был вырезан на бронзовой колонне, которую поставили на Форуме. По словам Цицерона, она там стояла ещё в его время, и находилась за Рострами.
Исследователи допускают, что Дионисий достаточно точно пересказал условия договора, однако, из его рассказа не ясно, как осуществлялось командование союзными силами. Из описания военных кампаний у Ливия и Дионисия следует, что во главе объединенных сил всегда стояли римские военачальники. Относительно раздела добычи тоже не все понятно, и полагают, что её делили не пропорционально численности воинских контингентов, а «по справедливости». Таким образом, при кажущемся равенстве между союзниками латины ставились в подчиненное положение.
В 486 до н. э. Спурий Кассий заключил договор с герниками, населявшими стратегически важный район долины Трера (Сакко). По словам Дионисия, этот договор был копией соглашения с латинами. По-видимому, герники не включались в договор 493 года как третья сторона, а устанавливали с Римом двусторонний союз.
Кассиев договор сыграл важную политическую роль, конституировав господствующее положение Рима в Лации. Заключение союзов с латинами и герниками позволило организовать отпор набегам вольсков и эквов, а затем после длительной борьбы победить эти племена. Когда угроза со стороны горцев исчезла, а Рим был разгромлен галлами, союзники отложились от него. После серии военных кампаний римляне вновь подчинили Лаций, и в 358 до н. э. возобновили Кассиев договор. В результате Латинской войны 340—338 до н. э. Латинский союз был ликвидирован и римляне установили прямое господство, заключив с отдельными городами неравноправные договоры.
Кассиев договор стал образцом для последующих договоров Рима с подчиненными племенами. На базе его положений были разработаны статусы для неполноправных союзников — латинское право и гражданство без права голоса (civitas sine suffragio), действовавшие в Италии до времен Союзнической войны.